# Federação de Futebol do Cazaquistão
A Federação de Futebol do Cazaquistão (em cazaque: Қазақстанның Футбол Федерациясы, Qazaqstannıñ fwtbol federacïyası; em russo: Федерация Футбола Казахстана, transl. Federatsiya futbola Kazakhstana) é o órgão que governa a prática profissional do futebol no Cazaquistão. A entidade organiza a liga de futebol do país, o Campeonato de Futebol do Cazaquistão e é responsável pela seleção nacional do país. Sua sede localiza-se em Astana.